# ريد هوت تشيلي بيبرز
ريد هوت تشيلي بيبرز (بالإنجليزية: Red Hot Chili Peppers)‏ هي فرقة روك أميركية تأسست في لوس انجليس عام 1983. أسلوب الفرقة الموسيقي يتكون أساسا من الروك مع تركيز على الفانك، فضلا عن عناصر من الأنواع الأخرى مثل البانك روك، و‌سايكيديلك روك. تشمل عروضهم الحية العديد من جوانب جام باند نظرا لطبيعة أدائهم الارجالية. الفرقة تتكون من العضوين المؤسسين أنتوني كيديس (غناء) ومايكل "فلي" بلزاري (باص)،عازف الدرمز تشاد سميث اعخضو الفرقة منذ فترة طويلة، وعازف الجيتار جوش كلينغهوفر، الذي انضم في أواخر عام 2009، بعد مغادرة جون فروشيانتي. فازت فرقو ريد هوت تشيلي بيبرز بسبع جوائز جرامي وباعت أكثر من 80 مليون البوم في جميع أنحاء العالم. في عام 2012 تم إدخالهم إلى الصالة الفخرية للروك آند رول.
ضمت الفرقة بتركيبتها الأصلية عازف الجيتار هليل سلوفاك وعازف الدرمز جاك أيروز. بسبب التزاماتهما لفرق أخرى، لم يعزف الاثنان بتسجيل ألبوم الفرقة الأول ذا ريد هوت تشيلي بيبيرز (1984). كان كليف مارتينيز عازف الدرمز في أول ألبومين، وعازف الجيتار جاك شيرمان اشترك بتسجيل الألبوم الأول فقط. قام سلوفاك بالعزف مع الفرقة بتسجيل ألبومين فريكي ستايلي (1985) و‌ذي أبليفت موفو بارتي بلان (1987)؛ وقد توفي نتيجة جرعة مفرطة من الهيروين في عام 1988، مما أدى إلى مغادرة عازف الدرمز أيرونز. أحضر عازف الجيتار في فرقة برليامنت-فنكادليك دوين مكنايت ليحل محل سلوفاك لكنه لم يسمر مع الفرقة طويلا واستبدله جون فروشيانتيفي عام 1988. د ه بليغرو عازف الدرمز السابق في فرقة ديد كنيديز حل محل أيرونز لكنه غادر الفرقة بعد فترة وجيزة إذ استبدل بتشاد سميث في ذات العام. استقرت تركيبة الفرقة التي ضمت فلي، كيديس، فروشيانتي وسميث لفترة طويلة سجلوا خلالها خمسة ألبومات بدءا من ماذرز ميلك عام 1989.
في عام 1990، وقعت الفرقة عقدا مع وارنر براذرز ريكوردز وعملت مع المنتج ريك روبين على تسجيل ألبوم بلود شوغر سكس ماجيك (1991)، الذي شكل أول نجاح تجاري للفرقة. لم يرتح فروشيانتي لنجاح الفرقة فغادرها فجأة في عام 1992، خلال قيامها بجولة الألبوم، وتزايد تعاطيه للهيروين. بعد تجنيد عازف الجيتار اريك مارشال لاستكمال الجولة، قام كيديس، فلي وسميث بضم جيسي توبياس لكن استبدل بعد أسابيع قليلة ليحل محله ديف نافارو من فرقة جينز أديكشن في عملهم على ألبومهم التالي ون هوت مينيت (1995). وعلى رغم نجاحه تجاريا، فقد فشل الألبوم بمضاهاة ألبوم بلود شوغر سكس ماجيك بالشعبية أو بإعجاب النقاد، وبيع منه أقل من نصف ما بيع من الألبوم السابق. غادر نافارو الفرقة في عام 1998. وعاودخ فروشيانتي، بعيد خروجه من إعادة التأهيل من المخدرات الانضمام للفرقة بعد طلب من فلي.
عادت الرباعية إلى الاستوديو لتسجيل كاليفورنيكاشن (1999)، الذي أصبح أكبر نجاح تجاري للفرقة إذ بيع منعه 15 مليون نسخة في جميع أنحاء العالم. تبعه بعد ثلاث سنوات باي ذي واي (2002)، ثم بعد ذلك بأربع سنوات. الألبوم المزدوج ستاديوم أركاديوم (2006)، الذي كان أول ألبوم للفرقة يحصل على المرتبة الأولى في لائحة المبيعات في أميريكا. بعد جولة عالمية، تجمدت نشاطات الفرقة لفترة طويلة. أعلن فروشيانتي أنه سيغادر الفرقة للتركيز على مهنته المنفردة. جوش كلينغهوفر الذي عمل مع الفرقة سابقا في جولة ستاديوم أركاديوم وأيضا مع مشارك فروشيانتي المنفردة، انضم للفرقة بصفة عازف الجيتار الرئيسي عام 2009 وقامت الفرقة بالعمل خلال العام ونصف التاليين على ألبومهم العاشر أي أم وذ يو، الذي صدر عام 2011 وتصدر لوائح المبيعات في 18 دولة مختلفة.

## وصلات خارجية
- ريد هوت تشيلي بيبرز على موقع IMDb (الإنجليزية)
- ريد هوت تشيلي بيبرز على موقع الموسوعة البريطانية (الإنجليزية)
- ريد هوت تشيلي بيبرز على موقع ميوزك برينز (الإنجليزية)
- ريد هوت تشيلي بيبرز على موقع رولينغ ستون (الإنجليزية)
- ريد هوت تشيلي بيبرز على موقع رولينغ ستون (الإنجليزية)
- ريد هوت تشيلي بيبرز على موقع أول ميوزيك (الإنجليزية)
- ريد هوت تشيلي بيبرز على موقع ديسكوغز (الإنجليزية)

- الموقع الرسمي